# Skitophyllum
Skitophyllum là một chi rêu trong họ Fissidentaceae.